# Тафсир
Тафсир (араб. التفسير, походить від арабського слова «фассара», що означає «пояснювати», «тлумачити», «коментувати» чи «інтерпретувати») — коментар, тлумачення Корану. Твори, пов'язані з наукою про розуміння й тлумачення Корану, відіграли надзвичайно важливу роль у становленні мусульманської релігійної доктрини. У специфічній формі вони відобразили основні етапи ідеологічної і політичної боротьби в арабо-мусульманському суспільстві.

## Історія поняття
Вже в ході двадцятирічної пророчої діяльності Магомета зміст його проповідей, що склали текст Корану, серйозно змінювався: одні з виголошених раніше аятів замінювались новими, інші — по-новому тлумачились. Зміст багатьох аятів через специфічність тексту був незрозумілим багатьом новонаверненим. Все це потребувало від самого Магомета знову тлумачити раніше висловлені «одкровення». Слухачі Магомета зберігали в пам'яті обставини виголошених ним аятів, причини полеміки Пророка зі своїми опонентами — без цього багато коранічних віршів залишались малозрозумілими. Це найдавніший пласт, що у тій чи іншій формі увійшов до більшої частини тафсиру та відобразив справжню історію виникнення Корану. Зі збільшенням часового відриву від епохи Пророка і поширенням ісламу в новому соціально-культурному середовищі важливість цих тлумачень зросла.
Первинно тафсир в основному існував в усній формі. Окремі аяти і сури часто коментувались імамом у мечеті після п'ятничної проповіді (хутби).
Розвиток тафсиру пов'язаний з упорядкуванням сунни. Втіленням принципу «сунна тлумачить Коран» стала поява у другій половині VIII ст. збірників хадисів, пов'язаних з тлумаченням коранічного тексту, а пізніше — спеціальних розділів у загальних збірниках хадисів (наприклад ас-Сахіх Аль-Бухарі). Життєписи Магомета (сіра) також значною мірою були присвячені трактуванню Корану. Комплекс аятів, пов'язаних з правовими нормами, санкціонованими Пророком, стали об'єктом докладного вивчення і тлумачення у творах мусульманських правознавців. Перші арабські твори з лексикографії та граматики також значною мірою були пов'язані з потребою тлумачення Корану. Становлення науки про розуміння і тлумачення Корану йшло в рамках становлення загальної догматичної системи ісламу, в якій Коран оголошувався головним «чудом», головним божественним «знаменням», головним доказом переваги ісламської релігійної доктрини, підтвердженням істинності пророцтва Магомета.
Всередині цього комплексу дисциплін почали виникати спеціальні твори, присвячені тлумаченню Корану. Вони вже успадкували розроблену систему дослідження й термінологічний апарат. За мусульманською традицією засновником тафсиру вважається двоюрідний брат Магомета — Абдаллах ібн Аббас (помер 686 р.).
Загострення боротьби між Алідами і Аббасидами під кінець правління Омеядів зробило тафсир зброєю у боротьбі за владу в Халіфаті. Традиція шиїтських коментарів розвивалась у Куфі, що була оплотом Алідів. Шиїтські автори за допомогою алегоричного трактування Корану, перестановок логічних наголосів підшуковували відмінні від прийнятих у сунітському середовищі значень окремих коранічних термінів, інтерпретували низку уривків на користь Алі та його нащадків. При цьому вони звинувачували своїх опонентів у свідомому спотворенні тексту Корану і знищення низки ключових аятів за часів правління халіфів Омара і Османа.
Ця ідеологічна боротьба вилилася у поділ общини на прихильників буквального розуміння і трактування коранічного тексту (ахл аз-захір) і тих, хто шукав у Корані «таємного» змісту (ахл аль-батин). В контексті полеміки між ними розгорнулись суперечки навколо понять тафсир — тавіл. Висловлювалось багато різних думок. Мукатіл ібн Сулейман (помер 767 р), посилаючись на ібн Аббаса стверджував, що тафсир — це те, що відоме улемам, тавіл — те, що знає один Аллах. Аль-Матуріді (помер 944 р.) вважав, що тафсир належить сподвижникам Магомета, тавіл — факіхам. Пізніше ас-Суюті (помер 1505 р.) так підсумував другу групу думок: тафсир — передача мудрості попередніх мусульманських авторитетів, тавіл — продукт вивчення тексту. Одночасно з'явилась позиція про небажаність і навіть заборону тлумачення Корану. Вона була підкріплена авторитетом халіфа Омара, який нібито різко виступав проти коментування Корану через небезпеку підміни священного тексту довільним тлумаченням.
Ат-Табарі (838—923), автор багатотомного коментаря, що включав у себе багато творів його попередників, виробив певною мірою компромісне рішення. Він поділив коранічні тексти на три категорії:
1. ті, які недоступні розумінню людей: їх справжнє значення відоме лише Аллахові;
2. ті, значення яких можна з'ясувати, спираючись на традиційні роз'яснення, що походять від самого Пророка;
3. ті, складності тлумачення яких є лінгвістичними і знімаються за допомогою філологічних знань
Прихід Аббасидів до влади і репресії проти Алідів призвели до придушення проалідської тенденції в тлумаченні Корану. Її відродження збігається з правлінням Аль-Мамуна (813—833), який проводив проалідську політику.
Полеміка навколо понять тафсир — тавіл відобразила і боротьбу мутазилітів зі своїми противниками. Перші застосовували «раціоналістичний» тавіл, алегорично тлумачили антропоморфні уявлення про божество, зафіксовані у Корані. На підтвердження своїх теорій вони вдавалися до тлумачення Корану за допомогою особистої думки (ат-тафсир бі-р-рай). Ця практика була визнана неправомірною їх противниками, в першу чергу ханбалітами, прихильниками тлумачення Корану за допомогою мусульманської традиції (ат-тафсир бі-л-ілм). тафсир цього періоду застосовувався у гострій ідеологічній дискусії про «сотвореність» і «несотвореність» Корану, що була відображенням гострого політичного конфлікту у Халіфаті. Найвідомішим мутазилітським тафсиром є твір Махмуда Замахшарі (1074—1144), пізніше прийнятий, з низкою поправок, сунітами.
У рамках категорій тафсир — тавіл відбувалася полеміка й проти суфійських трактувань Корану.
Релігійно-політична історія мусульманського світу відображалась у трактуваннях Корану й надалі. Зі «зникненням» останнього імамітського імама Мухаммеда ібн Хасана (873-74 р.) пов'язується поява у шиїтському середовищі низки творів, присвячених трактуванню аятів есхатологічного змісту. Діяльність ісмаїлітів також відобразилася в трактуваннях Корану.
Тафсир складався й мовами інших мусульманських народів. Оскільки переклад Корану тривалий час не допускався, то тафсири, що супроводжували текст Корану дослівними коментарями, фактично були перекладами іншими мовами, відіграли важливу роль в ознайомленні з текстом Корану мусульман, що не знали арабської мови. Пізніше в неарабському середовищі з'явилися й оригінальні тафсири.
Мусульманська реформаторська екзегетика, що найбільше розвинулась на межі XIX — ХХ ст., відобразила зіткнення мусульманського суспільства з європейською філософською і науковою думкою. За допомогою трактувань до Корану екзегети намагались, з одного боку, оголосити нові наукові досягнення і соціальні уявлення передбаченими у Корані й завадити тим самим послабленню авторитету священного тексту, з іншого — внести до широкого середовища мусульманських читачів сучасні наукові уявлення, зробивши їх одночасно прийнятними в контексті традиційних релігійно-філософських цінностей і уявлень. У своїх тлумаченнях нові екзегети спирались на традиції класичного коментування. У тафсирах Аль-Кавакібі (1849—1903), Тантаві Джаухарі (1862—1940) та інших можна зустріти найрізноманітніші матеріали: від антиколоніальної та антиімперіалістичної полеміки до науково-популярних описів будови клітини і сонячної системи.
Прихильники різних напрямків «ісламського соціалізму» знаходили в Корані передбачення соціалістичних ідей. Саїд Кутб (помер 1966 р.), ідеолог «ісламської революції» і «третього шляху», створив тафсир, пафос якого полягає в обґрунтуванні соціальної програми «Братів-мусульман».
Тафсир продовжують широко використовувати в ідеологічній боротьбі, зокрема шиїтські лідери Ірану, руху ахмадія.

## Види тафсиру
Найнадійнішим видом тафсиру вважається тлумачення одних аятів Корану іншими. Якщо зміст якогось аяту не розкривається іншими аятами повністю, то використовуються інші методи:
1. Тафсир ар-Рівая ґрунтується на різних хадисах, які роз'яснюють, або коментують якийсь аят Корану і виключає можливість тлумачення Корану на основі приватної думки тлумача
2. Тафсир ад-Дарая використовується у випадках, коли тлумачам не вдається знайти хадисів для коментаря аятів, або існуючі передання з якихось причин не відповідають їх вимогам. Спирається на власні висновки (ра'й), що ґрунтуються на результатах досліджень (іджтихад), проведених за допомогою альтернативних методів. Тлумачення Корану за допомогою поверхового прочитання забороняється хадисами Магомета. Для правильного розуміння змісту коранічних аятів необхідно звертатися лише до тафсиру вчених.

## Розділи тафсиру
Тафсир має кілька розділів:
- Гаріб аль-Куран, у якому вивчається лінгвістика і фонетика Корану. Початково вивчались не зовсім зрозумілі і однозначні слова, що трапляються у різних арабських діалектах, або запозичені з інших мов; пізніше почали вивчатися всі слова і звороти в Корані, були складені термінологічні та тлумачні словники;
- Асбаб ан-Нузуль, у якому вивчаються події, що передували «посланню» Магомету аятів Корану;
- Ахкам аль-Куран, у якому вивчаються правові та ті, що навчають основ віри аяти Корану;
- Муташабіх аль-Куран, у якому вивчаються аяти Корану, які мають езотеричний зміст;
- Фадаіль аль-Куран, у якому вивчаються достоїнства Корану;
- Іджаз аль-Куран, у якому вивчається чудесність і незрівнянність Корану за формою та змістом;
- Мушкіль аль-Куран, у якому пояснюється зміст окремих аятів, що на перший погляд здаються суперечливими, і доводиться, що в Корані немає суперечностей;
- Насх і мансух, у якому вивчається скасування правової дії одного аяту іншим

## Відомі школи та праці

### Школи
- Мекканська (заснована Абдаллахом ібн Аббасом);
- Іракська (заснована в Куфі Абдаллахом ібн Масудом);
- Мединська (заснована Убаєм ібн Кабом)

### Праці
- Тафсир Мукатіла ібн Сулеймана;
- Тафсир Суф'яна ас-Саврі;
- Тафсир Ях'ї ібн Салама;
- Тафсир Мухаммеда ат-Табарі;
- Тафсир Ібн Касира[ru];
- Тафсир Аль-Байдаві;
- Тафсир Аль-Куртубі;
- Тафсир Ар-Разі;

Уривок з Тафсиру аль-Кушайрі був перекладений українською мовою сходознавцем і перекладачем Михайлом Якубовичем[джерело?].